# Informationssystemtechnik
IST ist die Kurzform für Informationssystemtechnik, einem in Deutschland im Jahr 1999 neu eingeführten Studiengang. Dieser Ingenieursstudiengang bietet eine interdisziplinäre Ausbildung an der Schnittstelle zwischen Informatik, Elektrotechnik und Informationstechnik. Ziel dieses Studienganges ist es, von der Industrie gesuchte Ingenieure heranzubilden, die sowohl Kenntnisse in der Hardware- sowie der Softwareentwicklung besitzen.

## Hintergrund
Die Miniaturisierung von vernetzten Computersystemen erlaubt heute deren Einbau in technische Produkte aller Art. Hardware und Software bilden immer mehr eine Einheit und können oft nicht mehr getrennt voneinander entwickelt werden.
Informationssystemtechniker sind Ingenieure, die mehr von Software-Engineering und Informationsmanagement verstehen als Ingenieure der Elektrotechnik & Informationstechnik und besser die schaltungstechnischen und regelungstechnischen Grundlagen verstehen als reine Informatiker.
Warum es notwendig wurde, diesen neuen Studiengang zu etablieren, lässt sich leicht am Beispiel der Automobilelektronik begründen:
 Mit den 1970er Jahren hielten informationsverarbeitende, -übertragende und -speichernde Systeme Einzug im Fahrzeugbau. Was als Einspritzkontrolle mit wenigen Programmierzeilen begann, hat sich über Airbagzündung, ABS, ASR, ABC und ESP bis hin zu Navigations- und Kommunikationssystemen zu komplexen Programmen mit Millionen von Zeilen weiterentwickelt.

## Einsatzgebiete
Die Einsatzgebiete eines Informationssystemtechnikers sind außerordentlich vielfältig. Schwerpunkte liegen in der Automobilindustrie, der Medizin- und Kommunikationstechnik aber auch in anderen Bereichen wie Haushaltsgeräte und Unterhaltungselektronik. In all diesen Bereichen hat der Anteil mikroprozessorgesteuerter Systeme mit eingebetteter Software in den letzten Jahren drastisch zugenommen.

## Studienangebot
IST wird momentan an folgenden deutschen Universitäten angeboten:
- TU Darmstadt (Bachelor/Master)[1]
- TU Dresden (Diplom)[2]
- TU Braunschweig (Bachelor/Master)
- Uni Ulm (Bachelor/Master)

In Österreich werden an der FH-Oberösterreich in Hagenberg die Studiengänge Hardware-Software-Design (Bachelor) und Embedded Systems Design (Master) im Bereich der Informationssystemtechnik angeboten.